# Ікірьо

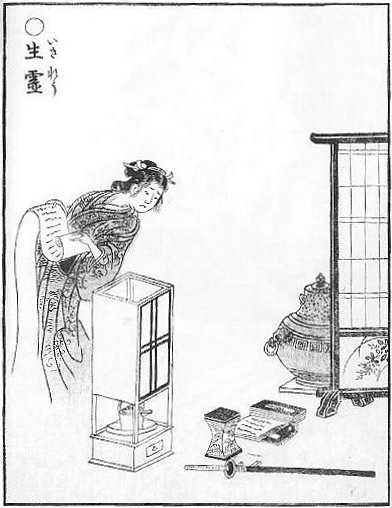
Зображення ікірьо в книзі Торіями Секіена "Гадзу хяккі ягьо"

Ікірьо (яп. 生霊) - в японській міфології означає душу живої людини, що покинувши тіло вільно кружляє навколо.
Протилежне поняття сірьо означає душу мерця.

## Короткий огляд
З давніх часів японці вірять, що душа живої людини може вільно покидати тіло. В літературі та усних переказах збереглося багато розповідей про ікірьо. Згідно зі словником Великий сад слів, мстивий дух живої людини онрьо може накликати прокляття на людину, перетворюючись на її ікірьо. Заздрість може бути ще однією причиною одержимості злим духом. Душа людини, яка ось-ось помре, може ставати ікірьо і кружляти навколо, заволодівши новим тілом.